# Rückstrom (Ladegeräte)
Als Rückstrom bezeichnet man bei elektrischen Ladegeräten den Strom, der von einem geladenen Akkumulator in den vorher speisenden Stromkreis zurückfließt, sobald der Ladevorgang unterbrochen oder beendet wird. Der Akku gibt damit Leistung ab, was in der Regel unerwünscht ist, da sie ja in einem Arbeitsstromkreis als Energiequelle vorgesehen ist. Durch den Rückstrom verringert sich die gespeicherte elektrische Energie, die Akkuladung wird schwächer, bei ausreichend andauerndem Rückstrom kann der Akku vollständig entladen werden.

## Netzbetriebene Ladegeräte
Einige Hersteller von Ladegeräten beschreiben den Rückstrom als den Strom, den das Ladegerät aus dem Akku verbraucht, wenn der Netzstecker nicht angeschlossen ist. Dieser Strom kann von weniger als 1 mA bis zu deutlich höheren Werten reichen.
Ein Rückstrom von zum Beispiel 1,3 mA entspricht etwa einem Kapazitätsverlust von 1 Ah/Monat, wenn das Gerät an der Batterie, aber nicht am Netz angeschlossen ist. Bei einer 12-Volt-Batterie wäre das ein Energieverlust von 12 Wh pro Monat.

## Lichtmaschine
Bis in die 1970er Jahre wurden Lichtmaschinen in Fahrzeugen als Gleichstromgeneratoren ausgeführt. Bei diesen kann ein Rückstrom von der Fahrzeugbatterie über die Lichtmaschine zurückfließen, wenn durch sinkende Drehzahl die Spannung der Lichtmaschine unter die der Fahrzeugbatterie fällt, und den Akku in kurzer Zeit entladen. Deswegen sind in den Stromkreisen der Lichtmaschinen Schalter (Rückstromschalter) eingebaut, die bei Rückstrom geöffnet werden.
Mit der Verfügbarkeit leistungsfähiger Gleichrichterdioden haben sich seit den 1970er Jahren Drehstromgeneratoren als Lichtmaschine durchgesetzt. Die Dioden verhindern gleichzeitig das Fließen eines Rückstroms.

## Photovoltaik und Solartechnik

### Solarmodule als Speisequelle
In der Photovoltaik und Solartechnik fungieren die Solarzellen ähnlich wie die oben beschriebenen Ladegeräte oder Lichtmaschinen als Speisequelle, nur dass sie die Energie nicht aus der Steckdose oder von rotierenden Generatoren umwandeln, sondern von Sonnenenergie. Fällt ihre Spannung unter die des gespeisten Netzes, käme es zu Rückstrom aus dem Netz in die Module. Da das absolut unerwünscht ist (Zerstörung der Solarzellen), werden auch hier geeignete Schalter vorgesehen, die bei Abfall der Modulspannung diese sofort vom gespeisten Netz trennen.

### Rückstrom zwischen Modulen
Oft sollen mehrere Module parallel geschaltet werden, um einen
größeren Strom aus der Anlage ziehen zu können.
Bei einer Parallelschaltung liegt an beiden Modulen -
gleiche Typen vorausgesetzt – die gleiche Spannung an und
die Teilströme addieren sich, solange beide Module in gleicher Weise von der Sonne bestrahlt werden. Bei ungleichmäßiger Sonnenbestrahlung, zum Beispiel bei Abschattung eines Modules, treten allerdings unterschiedliche Spannungen an den beiden Modulen auf, die dann zu einem Rückstrom durch das abgeschattete Modul
führen. Die Frage, ob dieser Rückstrom für das eine
oder andere Modul schädlich ist, wird zurzeit noch unterschiedlich beantwortet. Im Interesse eines hohen Wirkungsgrades der gesamten Anlage sollten Ströme zwischen den Modulen, die nicht Energie in das zu speisende Netz abgeben, vermieden werden.